# 文艺复兴大街

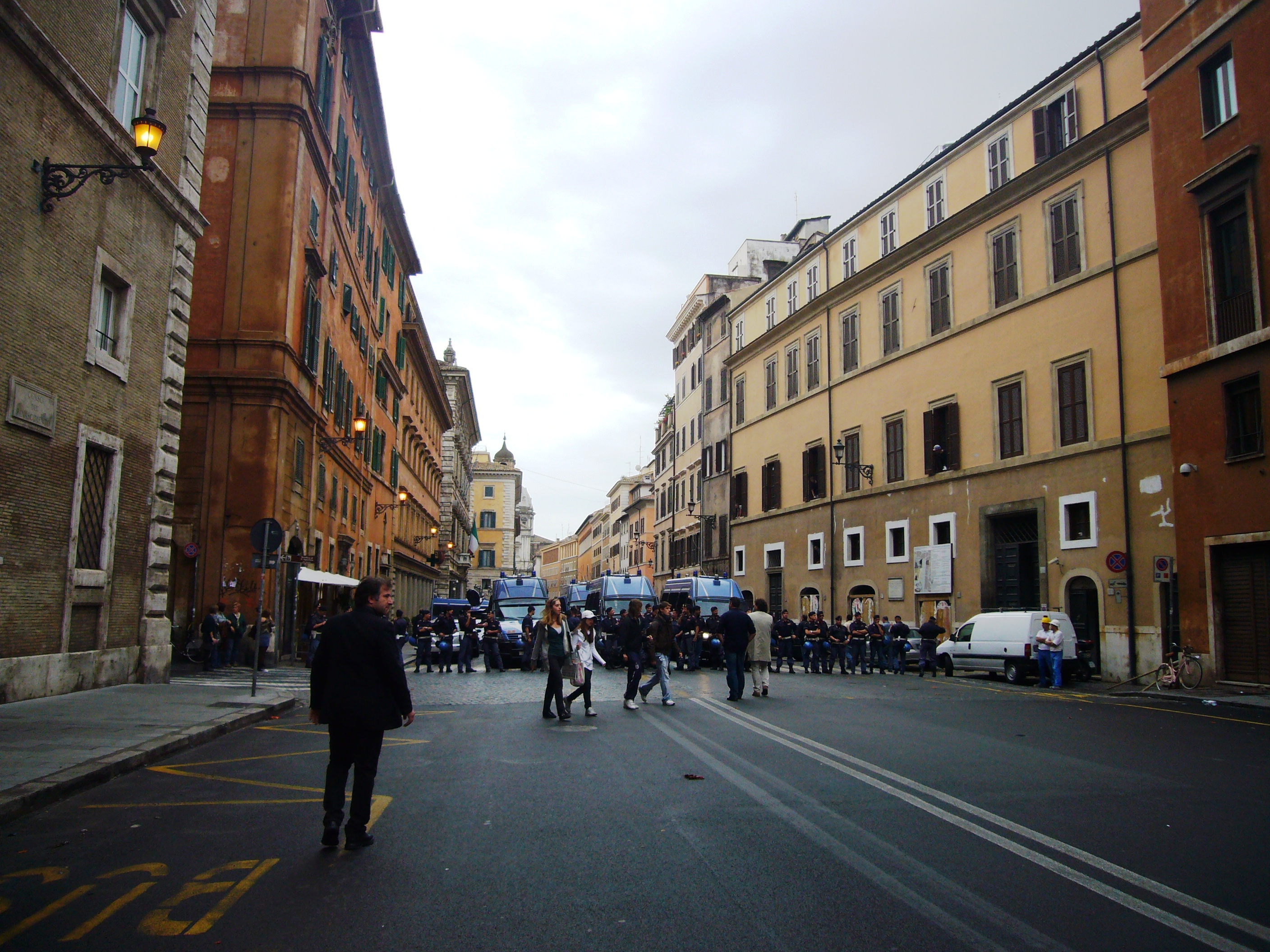
文艺复兴大街

文艺复兴大街（Corso del Rinascimento）是罗马古城中心的一条街道，连接五月广场（piazza delle Cinque Lune）与圣安德肋广场（piazza Sant'Andrea della Valle），分属于帕里奥内和圣尤斯塔基奥两区。

## 历史
这条街虽然位于古城中心，却是在近代才开通。在1931年进行了总体规划，这是一个未全部实现的大型项目的一部分，该项目计划拆除许多建筑，连接台伯河两岸的普拉蒂区与特拉斯提弗列区。
1936年，在建筑师阿诺尔多·福希尼的指导下，十六世纪的圣母圣心堂的后殿和耳堂，以及松树街（via del Pino）、巅峰街（via del Pinnacolo）和上智街（via della Sapienza）两边的十七世纪-十八世纪建筑，均被拆除。墨索里尼主持了揭幕仪式。

## 古迹
从五月广场和圣安德肋广场，在圣尤斯塔基奥区一侧的历史古迹有：
- 夫人宫（17世纪）
- 卡佩纳宫（Palazzo Carpegna） （在十九世纪重建）
- 上智宫（Palazzo della Sapienza）（十六世纪）
- 圣依华堂（17世纪）

在帕里奥内区一侧的历史古迹有：
- piazza dei Massimi 和Palazzo di Pirro
- 纪念Cesare Fracassini的牌匾
- 圣母圣心堂的后门（十五世纪）
- 圣十二宗徒会宫（Palazzo della Società dei Santi Dodici Apostoli）（18世纪）